# Bzenec
Bzenec (německy Bisenz) je město v okrese Hodonín v Jihomoravském kraji. Leží devět kilometrů severozápadně od Veselí nad Moravou a dvanáct kilometrů jihovýchodně od Kyjova. Žije zde přibližně 4 600 obyvatel. Město je členem sdružení Mikroregion Bzenecko a Sdružení obcí Severovýchod. 
Sousedními obcemi sídla jsou Těmice, Strážnice, Moravský Písek, Vracov, Vnorovy, Veselí nad Moravou a Domanín. Jedná se o vinařské město ve vinařské oblasti Morava, podoblasti Slovácké (viniční tratě Novosady, Starý hrad, Prostřední hory, Kněží hora, Horní hory, Hašneky, Zadní hora).

## Název
Původní podoba názvu osady byla Beznec, ta byla odvozena od přídavného jména bezný – "vztahující se k bezu". Zprvu šlo o označení místa porostlého bezem nebo potoka takovým místem protékajícího, které bylo později přeneseno na osadu tam založenou. Z nepřímých pádů (Bzenca, Bzencem) vznikl nový první pád Bzenec. Německé jméno vzniklo z českého (ze starší podoby Beznec).

## Historie
Bzenec se nachází na starém sídelním území, archeologické nálezy dokládají nepřetržité osídlení tohoto místa od paleolitu až do současné doby.
Vůbec první historicky ověřená písemná zmínka o Bzenci je z roku 1015. Další zmínka se nachází v listině papeže Řehoře IX. a je datována 10. dubna 1231. Až do roku 1422 patřil Bzenec bezprostředně českému králi, moravskému markraběti nebo jeho nejbližším příbuzným. Manželka Přemysla Otakara I. královna Konstancie nechala vystavět na návrší nad městem hrad, který byl ještě počátkem 14. století významným střediskem provincie a sídlem někdejšího hradského obvodu. Sídlo pod hradem plnilo asi již ve 13. století funkci tržního střediska, centrum tvořilo zřejmě Dolní náměstí. Význam města značně poklesl v roce 1363, kdy byly přeneseny župní úřady ze Bzence do Uherského Hradiště. Hrad nad městem byl v 15. století za husitských válek zcela zničen.
Bzenecké panství bylo v letech 1490–1514 zastaveno, vlastnili jej Kropáčové z Nevědomí, za jejichž vlády bylo na území Bzence vybudováno několik rybníků. Střediskem panství se místo zbořeného hradu stala tvrz postavená přímo ve městě. Ještě v druhé polovině 16. století byla tvrz přestavěna do zámecké podoby.
Roku 1514 získal panství Michal Podmanický. Později se na panství často střídali majitelé, v letech 1539–1548 jej vlastnili Žerotínové, roku 1588 získal panství Kašpar Pruskovský z Pruskova a jeho rod držel toto území až do roku 1806. Z Pruskovských vynikal především hrabě Erdman, který uskutečnil rozsáhlou přestavbu renesančního zámku a stál rovněž u zrodu farního kostela a kaple sv. Floriána.
Od roku 1806 vlastnili bzenecké panství Ditrichštejnové, v letech 1823–1844 hesensko-kasselský kurfiřt Vilém II. a poté Vilém z Reichenbachu-Lesonic. Konečně v roce 1917 zakoupil statek hrabě Magnis ze Strážnice.
Město bylo několikrát vypáleno – v letech 1605 a 1621, během 18. a 19. století vyhořelo dokonce čtyřikrát – roku 1709, 1720, 1723 a 1835. Po požárech nastalo vždy nové budování města, které mu vtisklo ráz přetrvávající až do 19. století.
V roce 2015 město Bzenec oslavilo 1000 let od první písemné zmínky o městu.

### Pečeť
Za Mikuláše Kropáče z Nevědomí byly do městského znaku předány z jejich rodového erbu mezi dvě věže tři lilie na hůlkách, Žerotínové vložili do znaku svůj štít – v černém poli tři bílé pahorky, nad nimi je postavený černý lev s rozdvojeným vztyčeným ocasem. Při nové úpravě znaku byly ponechány tři lilie, ale časem zmizely dvě makovice nad každou věží. Zmizely rovněž původní spáry ze zdiva věží. Na pečeti v renesančním štítě je městská zeď opatřená otevřenou brankou s cimbuřím a střechami mezi věžemi s žerotínským lvem korunovaným na trojvrší. Později se místo jednoho okna v každé věži objevilo okno v prvním a druhém poschodí, zeď dostala cihlové spáry místo kvádrových a do otevřené brány byla přidána červená ruka s mečem.

### Stavební rozvoj města

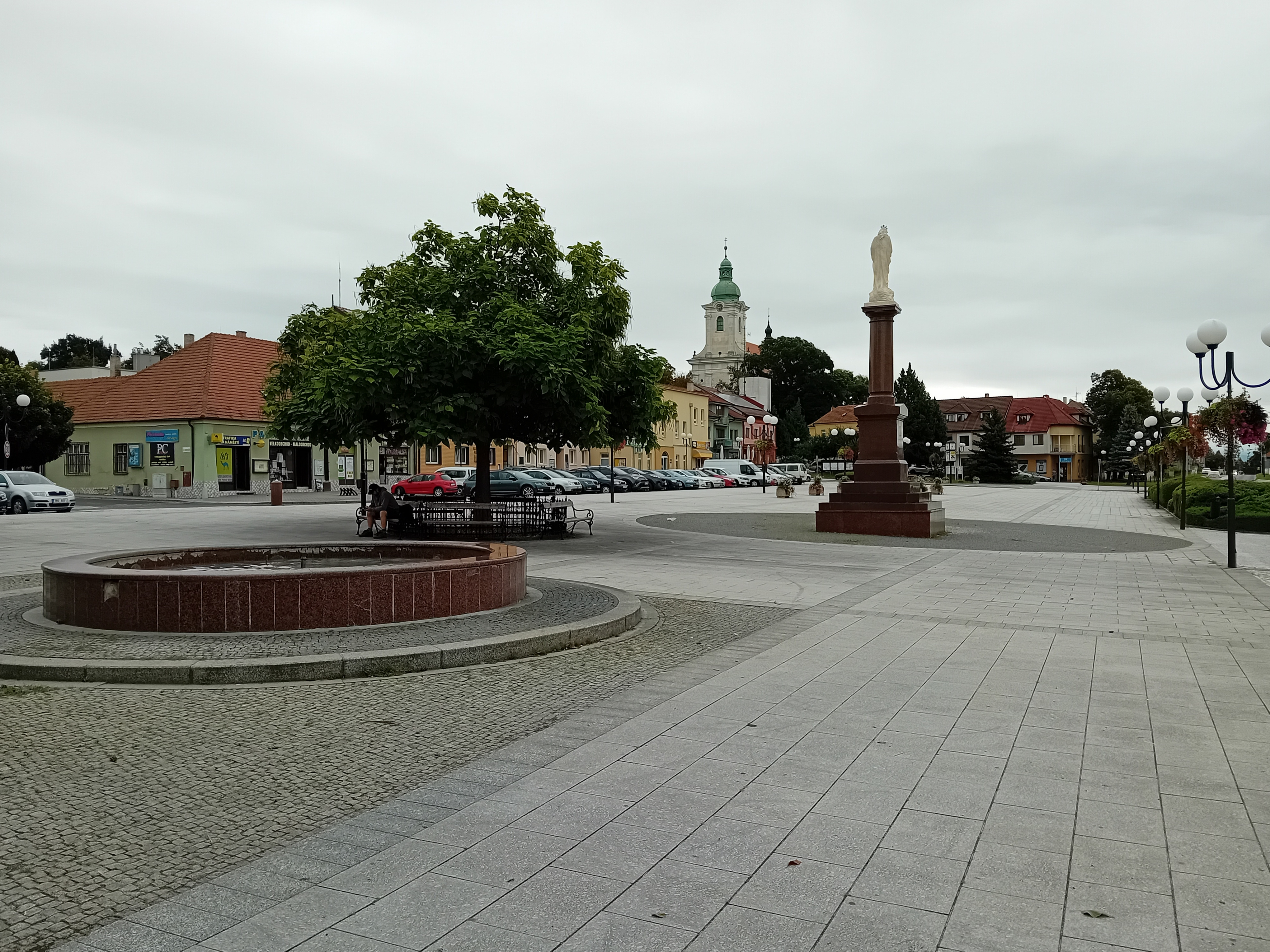
Část náměstí s pohledem na kostel

V druhé polovině 16. století došlo k přestavbě tvrze na renesanční zámek. Před budovou stál tehdy hospodářský areál se sýpkou a pivnicí, u zámku byl rovněž dvůr se stodolou, za dvorem sladovna a pivovar. Vrchnost koncentrovala do města své podniky, jako dvůr, pivovar, valchu a šenkovní domy. Na počátku 17. století se město skládalo ze dvou náměstí a čtyř ulic, z Dolního a Horního rynku, Suchého řádku, Mlynské ulice, Bzinské a Vracovské. Nejvýstavnější domy byly na Dolním Rynku, v ulicích stály jen chalupy. Domy byly většinou přízemní, ze dřeva nebo vepřovic, kryty slámou. Jen některé domy na Horním a Dolním rynku patřící šlechtě, nebo bohatým měšťanům, byly vybudovány z tvrdého staviva a kryty šindelem. Dnešní Olšovská ulice se dříve nazývala Mlýnská, vedla k panskému mlýnu, který byl v blízkosti Olšovce. Počátkem 17. století se Bzenec řadil počtem domů před Kunovice, Zlín, Napajedla i Uherské Hradiště, válečné události, morové epidemie a požáry ale v 17. století způsobily značný pokles obyvatelstva. Hlavní výstavba a růst města nastal teprve v polovině 18. století. Od přelomu 18. a 19. století byly v rámci města dva vrchnostenské dvory spojené v jeden celek pomocí několika hospodářských budov, součástí byla vinopalna a pivovar. Od tereziánských dob bylo město spojeno silnicí s Brnem a Uherským Hradištěm, v 19. století vycházelo ze Bzence několik místních komunikací. Trať Severní dráhy císaře Ferdinanda spojila Vídeň s Ostravskem a dnešním Polskem. První železniční stanice Bzenec (dnes nazývaná „Moravský Písek“) byla postavena na této trati v prostoru mezi Bzencem a Moravským Pískem v roce 1842 (z té doby pochází střední část budovy, roku 1868 byla dostavěna křídla); první jízda zde byla uskutečněna již 27. března 1841. Roku 1882 byla tato stanice propojena tratí s novou stanicí Bzenec Město (dnes nazývaná „Bzenec“) na nově budované vlárské trati. Dne 19. září 1837 byla osada Olšovec spojena se Bzencem. Pošta je ve Bzenci od roku 1842. Na bzeneckém katastru byl v roce 1847 v blízkosti Moravského Písku postaven cukrovar, průmysl se zde ale rozvíjel pomalu a město zůstávalo nadále zemědělské. Od roku 1868 byl ve městě zaveden telegraf, telefon až v roce 1907. Ve 20. letech probíhala elektrifikace, první proud byl zaveden 2. května 1921. Velkou stavební akcí 20. let byla regulace potoka Syrovinka. V roce 1929 byl zbudován Lidový dům. Ve 30. letech bylo u lesa zbudováno koupaliště.
Současný zámek byl zbudován v polovině 19. století, v téže době byla postavena rovněž židovská modlitebna. Roku 1856 byla zbořena na náměstí před radnicí židovská jatka a v 90. letech barák s židovskými krámky. Roku 1869 byla zbořena stará radnice a na jejím místě postavena nová budova, ta byla rozšířena roku 1895]/. Téhož roku začala stavba nových jatek. Roku 1901 byla provedena rozsáhlá úprava hřbitova. Od roku 1890 byly postupně budovány chodníky, dlážděno náměstí a ulice ve městě. Roku 1913 byla odstraněna kaplička na náměstí. V roce 1915 byla na náměstí umístěna mariánská socha, která je dnes dominantou tohoto prostoru. Od roku 1764 stálo na náměstí jiné sousoší – sv. Trojice, to bylo ale roku 1937 přeneseno před schodiště kostela. Stavba silnice ze Bzence do Strážnice začala roku 1910, válka tuto stavbu však přerušila. V posledních dvou desetiletích 19. století byly zbudovány nebo adaptovány všechny tři bzenecké školy. Počet domů: 1836 – město 401 domů, židovská obec 88, 1869 – město 456 domů, Olšovec 71, židovská obec 111, 1890 – město 532, Olšovec 75, židovská obec 110, 1900 – město a Olšovec 628, židovská obec 97. Postupně se rušily malé nevyhovující domky v židovské čtvrti, čímž město získávalo výstavnější charakter. V prvních dvou desetiletích 20. století přibylo v Bzenci dalších 82 domů. V roce 1909 byl vypracován regulační plán města. V období první republiky se město během 20 let rozrostlo o celou pětinu, bylo postaveno 205 domů, počet obyvatel ale stagnoval. Výstavbou se město rozšiřovalo, vznikaly nové ulice a čtvrtě. V roce 1924 byl schválen projekt nové ulice vedoucí od nádraží a byl také postaven první domek mezi nádražím a lesem. Roku 1927 přibyla nová čtvrť, roku 1936 se stavěla řada rodinných domů v Olšovci a na Babí. K přejmenování některých ulic došlo v roce 1925, názvy Vracovská, Bzinská, Olšovská a Olšovec byly ponechány, Dolní náměstí bylo změněno na náměstí Svobody, Horní na Komenského. Nová ulice byla Vladislavova / z náměstí k Sokolovně/, dále byla pojmenována Žerotínova a Havlíčkova ulice, v dalších letech pokračovalo přejmenování ulic, V zahradách, Tyršova, Nová čtvrť, Na rejdišti, Mezi sklepy.

### Správa města

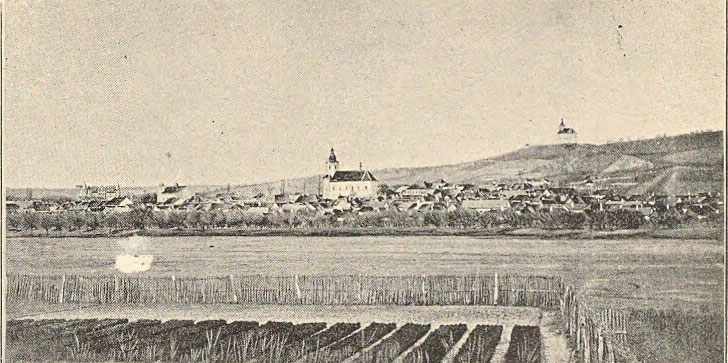
Bzenec koncem 19. století

Ve středověku byla ve městě volena samospráva. V čele byl purkmistr a konšelé, kteří tvořili městskou radu. Nejvyšší soudní moc vykonával rychtář, který pocházel z nejbohatších občanů města. Rada vydávala listiny, které pečetila městskou pečetí, rychtář užíval rychtářskou pečeť. Radnice stála na Dolním rynku, byla přízemní a měla věžičku se zvonkem který oznamoval počátek městských zasedání a počátek trhů, sloužil také k upozornění na nebezpečí – např. při vypuknutí požáru. Kancelářskou agendu vedl městský písař, zapisoval nákupy či prodeje domů a pozemků do purkrechtních knih, vinohradů do horenských knih, vedl rovněž sirotčí knihy, zápisy do svatebních knih a knih pozůstalostí. Purkmistr s radou vykonávali i soudní pravomoc, k výkonu trestu stával na náměstí před radnicí pranýř – vyvýšené místo s kruhem, u kterého byl provinilec přivázán. Hrdelní právo zůstalo v pravomoci města až do roku 1787, za městem směrem k Olšovci se nacházela šibenice, další šibenice stávala na panském poli Babí, měla základy z cihel do čtverce, v rozích byly zazděny dřevěné sloupy, na které se věšeli odsouzenci. V průběhu 17. a 18. století se postupně zvyšovala pravomoc purkmistra, který předsedal schůzím, spravoval pečeť a majetek obce. Na významu nabyl také městský syndik-právník se soudcovskou zkouškou. Městská správa se dostávala často do sporů s vrchností, které musely být řešeny u moravského tribunálu i u císařského dvora. Hlavním předmětem sporů bývalo odvádění daní i roboty.
Do roku 1850 byl v čele města purkmistr a rada, které stvrzovala vrchnost. Od roku 1850 stanul v čele volený starosta s radními a obecný výbor. Bzenec byl do roku 1919 rozdělený na dvě politické obce, židovská obec měla vlastní správu.

#### Čestní občané města
- 1933	páter Josef Hanák
- 1933	František Kouba
- 1933	Jan Gartner (vzdal se čestného občanství)
- 1933	? Konigstein
- 1934	Jan Černý
- 2002	Ivan Černý, architekt

#### Starostové
- 1848–1880 Martin Rychman
- 1880–1881 František Čermák
- 1881–1883 František Bezchleb
- 1883–1891 Pavel Goliáš
- 1891–1895 Josef Orlický
- 1898–1898 František Bezchleb
- 1899–1911 Josef Orlický
- 1912–1919 Leopold Skála
- 1919–1924 Josef Bunža
- 1924–1925 František Kučera
- ? Souček
- 1945–1948 Alois Dostálek
- 1948–1950 Petr Pospěch
- 1950–1952 Oldřich Kučera
- 1952–1954 Josef Hartman
- 1954–1964 Jan Novák
- 1964–1976 Pavel Němeček
- 1976–1981 Alois Skácel
- 1981–1986 Jaroslav Vaculík
- 1986–2002 Ivan Černý
- 2002–2022 Pavel Čejka[6][7]
- 2022 Ing. arch. Erik Ebringer

### Historie školství
Škola existovala ve městě pravděpodobně již v době předhusitské, první písemná zmínka je ale až z roku 1583. Na škole nabyl vzdělání Václav st. Bzenecký – autor pamětí Kyjova a primátor Kyjova (kolem roku 1580). V 18. století stávala budova školy na Dolním náměstí č. 77. Z důvodu nedostatečných prostor byla koncem 18. století postavena nová školní budova naproti kostela na Horním náměstí. V roce 1835 vypukl na Dolním náměstí požár, který se velmi rychle rozšířil až na náměstí Horní, kde zcela zničil školní budovu. Následujícího roku byla opravena a rozšířena farní škola. V polovině 19. století existovala ve městě dvojtřídní obecná škola a v židovské obci německá národní škola. Počet tříd postupně narůstal, a proto bylo rozhodnuto zrealizovat stavbu nové školní budovy, ta byla dokončena v roce 1898. Roku 1885 byla na náměstí otevřena i jednoletá zimní hospodářská škola, která se roku 1887 přemístila do nově postavené budovy vedle fary. V roce 1899 byla tato škola změněna na dvouletou Zemskou rolnickou a vinařskou školu. Škola získala zejména v období první republiky velký ohlas, propagovala nové metody vinařství a vinohradnictví. Již od roku 1892 působila ve městě i Živnostenská škola pokračovací. V 90. letech 19. století vznikla ve Bzenci i mateřská škola.

### Spolkový život a kultura
V roce 1880 se ve městě ustanovil spolek vojenských vysloužilců. Již od roku 1887 vyvíjela svoji činnost také Měšťanská beseda, jejímž účelem bylo podle stanov vzdělávat členy, opatřovat jim literaturu a časopisy, pořádat přednášky, zábavy a výlety. Ochotníci byli soustředěni v Divadelní a ochotnické jednotě Tyl, která vznikla v roce 1906. Ve stejném roce byla ustanovena rovněž Řemeslnická vzdělávací beseda Havlíček a Čtenářský a zábavný spolek Rostislav. Od roku 1910 působil ve Bzenci Odbor Národní jednoty, který zde zřídil veřejnou lidovou čítárnu. V roce 1915 přibylo nové kulturní zařízení – hoteliér Skála zřídil ve městě kino.
Od roku 1918 se spolkový život soustřeďoval v několika spolcích – Sokol, Orel, FDTJ, divadelní ochotnická jednota Tyl, řemeslnická vzdělávací jednota Havlíček, osvětová komise, Péče o mládež, sbor dobrovolných hasičů, Včelařský spolek, jednota malozemědělců, vinařské a ovocnické družstvo.
V roce 1920 zahájila svoji činnost knihovna, byla sloučena knihovna Měšťanské besedy a Vzdělávací jednoty Havlíček. V roce 1935 patřila tato knihovna k největším v okrese.
Sokol byl založen jako tělovýchovná složka hasičské jednoty. Zpočátku se cvičilo ve dvoře L. Skály, vlastní tělocvična byla vybudována v roce 1893. Po roce 1918 byla odkoupena od strážnického hraběte Magnise budova pivovaru s hostincem, sálem, stodolou a dvěma sklepy. Adaptovaná Sokolovna byla otevřena 20. listopadu 1921. V roce 1937 byl založen Muzejní spolek.

### Expozice města Bzence – historie a současnost
Ve Bzenci byl založen Muzejní spolek již v roce 1937. K jeho zakládajícím členům patřili učitel a pozdější ředitel místní měšťanské školy Ctibor Šťastný, natěrač a konzervátor František Bezchleb a profesor Jan Hirš. Mezi hlavní cíle tohoto sdružení spadala zejména snaha o záchranu památek a starožitností, vztahujících se ke Bzenci a nejbližšímu okolí. Shromažďované sbírkové předměty se vystavovaly v městském muzeu, tato instituce se ale během své několik desítek let trvající existence muselo nejméně pětkrát stěhovat. V roce 1940 byl pro muzeum vyčleněn velký sál místního zámku, k dispozici byla tehdy i jedna místnost v přízemí. O činnost spolku byl zejména v prvních letech jeho existence značný zájem, o čemž svědčí skutečnost, že měl zpočátku až 200 přispívajících členů. Do muzejních sbírek se postupně podařilo získat celou řadu zajímavých exponátů, mezi kterými nechyběly vinařské předměty, zbraně, mince, keramika i archeologické nálezy. K muzeu byl v té době rovněž přičleněn městský archiv s písemnostmi až ze 16. století a s doklady cechovního života.
Prostory muzea byly využívány i pro krátkodobé výstavy, roce 1951 se zde uskutečnila velká výstava grafických prací a leptů Ctibora Šťastného. Uprostřed padesátých let se bzenecké muzeum stalo pobočkou Okresního muzea ve Veselí nad Moravou. Vlastivědné sbírky byly tehdy přemístěny do jedné místnosti bývalé židovské školy a část muzejních sbírek byla v roce 1956 umístěna v Hoškově domku na náměstí, kde byly také pořádány výstavy fotografií místních amatérských fotografů. Koncem šedesátých let byly muzejní sbírky umístěny v Absolonově provozovně na Horním náměstí a v roce 1971 se podařilo pro veřejnost zpřístupnit veškeré sbírky uložené i ve starších objektech. Svoji činnost bylo muzeum ve Bzenci nuceno ukončit v roce 1977, nebyly pro něj vhodné místnosti, stejně tak chyběl i odborný dozor. Na podzim roku 1977 provedl proto profesor Jan Hirš poslední odbornou inventarizaci muzejního materiálu, exponáty byly uloženy do krabic a následně převezeny do Hodonína, kde byly uloženy do depozitáře tamějšího muzea. Do někdejších muzejních prostor byla poté přestěhována městská knihovna.
V polovině 90. let došlo ve Bzenci k obnovení Muzejního spolku a díky vstřícnému postoji města je po dvacetisedmileté odmlce část muzejních sbírek opět zpřístupněna pro nejširší veřejnost. Expozice se nacházejí v prvním patře budovy knihovny v ulici Krále Vladislava. Ve dvou místnostech zde byly nainstalovány sbírky původního muzejního spolku, které jsou doplněny i o nové exponáty z posledních let.
Expozice města byly pro veřejnost zpřístupněny slavnostní vernisáží na Bzenecké slavnosti dne 13. srpna 2004, úvodní projev pronesl starosta města Pavel Čejka.
První místnost je věnována zejména historii města. Archeologické nálezy umístěné v první části expozice dokládají nepřetržité osídlení tohoto území již od paleolitu. Mezi vystavenými předměty se nachází přesleny, pazourky, neolitické sekerky i keramika. Následující úsek je věnován vývoji a přestavbám bzeneckého zámku i přilehlého parku, ve kterém se dodnes nachází jedna z nejstarších lip na Moravě. Základní i střední školství je v expozici prezentováno starými fotografiemi výstavby jedné z dominant města – Měšťanské školy, která byla slavnostně otevřena na Horním náměstí v roce 1898 a dále školními snímky z počátku 20. století. Mezi exponáty zde ovšem nechybí ani stará školní lavice, či učebnice. Další úsek expozice je věnován církevním památkám, zejména kostelu sv. Jana Křtitele a kapličce sv. Floriána, která byla za druhé světové války vyhozena ustupujícími německými vojsky do povětří. a její zřícenina se dodnes nachází na vrcholu kopce nad Bzencem. Opět je zde dokladována celá řada starých snímků, modlitební knihy či kropenky. Židovská komunita je připomenuta několika hebrejskými publikacemi, nechybí zde tóry, typický sedmiramenný svícen a celá řada dalších liturgických předmětů včetně oděvů, k vidění jsou zde rovněž fotografie přibližují také jednu z bývalých městských dominant – židovskou synagogu, která byla zbořena v 60. letech 20. století. Dominantní – centrální část místnosti je věnována národopisu, který je zde symbolicky prezentován kolovrátkem, máselnicí, keramikou a dalšími exponáty.
Expozice v druhé místnosti je zaměřena zejména na cechy, řemesla či zemědělství. Nechybí zde ani úsek věnovaný vinařství, které má v tomto městě dlouhou tradici. Zájemci si zde mohou prohlédnout vystavené zemědělské nářadí, cechovní pečetidla i vzácnou cechovní truhlice ze 17. století. K zajímavým exponátům se řadí také sbírka perníkových matric umístěná ve vitríně uprostřed místnosti či sbírka bzeneckých vinařských etiket. Celá expozice je doplněna řadou starých snímků, na kterých si zájemci mohou porovnat stavební vývoj Bzence.
Příprava expozice trvala několik měsíců, jejím autorem je Ivo Vratislavský. Sbírkové předměty, které nejsou vystaveny, byly uloženy do depozitáře, postupně probíhá jejich dokumentace.
Kromě stálých expozic jsou pro návštěvníky k dispozici i dvě menší místnosti, které slouží k prezentaci krátkodobých výstav nejrůznějšího zaměření.

## Židé ve Bzenci
Ve 14. století se ve Bzenci začali usazovat Židé. Bzenecká židovská obec patřila k nejstarším na Moravě. Měla zde i vlastní synagogu postavenou roku 1863, avšak byla zbourána roku 1960. Ve Bzenci je mnoho pozůstatků po Židech, například tzv. Židárka (dnešní knihovna a muzeum).

### Z historie židovské obce ve Bzenci
Počátky židovské obce ve Bzenci zatím nelze zcela přesně určit. Zatímco v Čechách a na Moravě se objevují první zprávy o židovských náboženských obcí v období raného středověku, tj. v 9. až 10. století, ve Bzenci se židovská obec údajně nacházela od 14. století, písemně doložena je ovšem až v 16. století, kdy se v městských pozemkových knihách objevují první zprávy o obchodování Židů. Přes Bzenec vedla tehdy obchodní cesta, která spojovala severní Uhry a Brno a právě tato výhodná obchodní poloha byla zřejmě jednou z příčin, proč se zde začali Židé usazovat. Židé mohli na základě bzeneckého horenského práva kupovat a vlastnit vinice, mohli také svobodně volit své soudce a rabíny. Další zprávy o židovské obci se objevují v urbáři z roku 1604, o bzeneckých Židech se zmiňuje rovněž ve své kronice Tomáš Pešina z Čechorodu (1629–1680).
Počátkem 17. století měl Bzenec střed města v podstatě totožný s dnešním stavem – centrum tvořilo Dolní náměstí (rynk) s přilehlými ulicemi. Stálo zde 70 domů, třetinu z nich obývali Židé. Před židovskými domy stály krámky a jatka řezníků. Vlastní židovská čtvrť se nacházela na sever a severozápad od náměstí, mezi dolním náměstím a zámkem. Židé byli především výborní obchodníci, na náměstí měli postavené vlastní krámy, za které ovšem museli odvádět vrchnosti poplatky, dvakrát do roka museli navíc dávat 2,5 libry pepře. Rovněž za držení domu odváděli Židé pravidelné platby, k platbě domovní se přidružovaly i další – za každý dům ročně navíc odvedli 32 gr., za žeň byli povinni dát 8 gr. Řada dokladů o poplatcích židovské obce se dochovala zejména z 18. století. Kromě poplatků měli Židé i další povinnosti – museli kdykoli a kamkoli na příkaz panstva doručit dopis, na rozkaz vymést zámek, očesat jablka a uskladnit na zámku, pomáhat při vinobraní, když bylo nutné, tak byli povinni poslat z každého domu jednoho kopáče do vinohradu pod zámkem (za úplatu 3 gr. denně), mezi novější povinnosti patřilo krmení panských psů.
Kromě obchodníků se mezi Židy nalézali rovněž sklenáři, jircháři a řezníci. Většinu z nich využívalo panstvo také k obstarání a dodávce zboží. Za tyto služby a zejména poplatky získávali Židé značnou podporu ze strany vrchnosti.
Počátkem 17. století bylo podle urbáře ve Bzenci 32 židovských domů a špitál na Dolním rynku, za který odváděli samostatný pravidelný poplatek. Za vpádu bočkajovců na počátku 17. století byla bzenecká židovská obec zničena, ještě v roce 1655 bylo 25 židovských usedlostí pustých. Ve druhé polovině 18. století zde bylo 63 židovských domů, které ale lehly popelem při ničivém požáru v květnu 1777. Od konce 18. století smělo být ve Bzenci 130 židovských rodin, na počátku 19. století je zaznamenáno již 88 židovských domů, v roce 1830 bylo ve městě 637 Židů a o dvacet let později více než 900 osob (čtvrtina obyvatel). Postupný nárůst židovského obyvatelstva byl příčinou rozšíření židovské obce i na západní stranu náměstí a prostor za ním, takže židovské domy byly rozloženy i podél komunikace směrem na Vracov. Tato čtvrť tvořila až do 20. století samostatnou politickou obec. Vlastní město (dříve zvané křesťanská obec) a židovská obec byly sloučeny v jedinou politickou obec v roce 1919.
Od druhé poloviny 19. století nastal ve městě pokles počtu Židů, na počátku 20. století je zde zaznamenáno 416 osob, v roce 1930 již jen 138 osob. Během 2. světové války bylo ze Bzence odvlečeno do koncentračních táborů na 130 osob židovské národnosti, jak starousedlíků, tak i jejich příbuzných, kteří přišli do města z okupovaného pohraničí. Z bzeneckých Židů se zpět vrátili jen čtyři. Po 2. světové válce byl ve městě ustanoven synagogální sbor, to znamená, že ve Bzenci vznikla nepříliš početná židovská pospolitost s vlastní modlitebnou, která příslušela k některé židovské náboženské obci. Sbor byl ale později zrušený.
Josef Hoff, který působil v letech 1897–1921 jako rabín ve Bzenci, uvádí, že v roce 1859 došlo ke zbourání synagogy, jejíž stáří se tehdy odhadovalo na 500 let, znamenalo by to tedy, že první synagoga ve Bzenci byla postavena již ve 14. století. V synagoze se konaly pobožnosti a probíhalo zde i vyučování, děti se tam učily hebrejskému čtení a psaní.

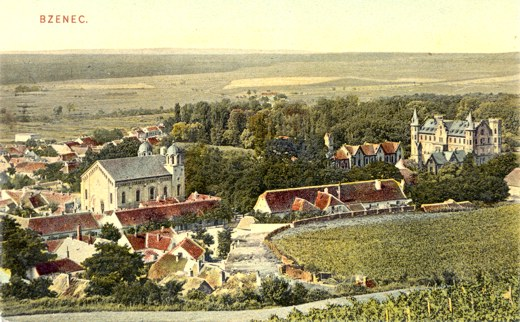
Dobová pohlednice Bzence z počátku 20. století. Vlevo je patrná dominantní budova bzenecké synagogy. Zbořena 1960.

V roce 1863 byla zbudována před zámkem podle projektu vídeňského architekta L. von Förstera nová synagoga v tzv. orientálním (novorománském) slohu, která se stala jednou z výškových dominant města. V synagoze probíhaly až do 2. světové války bohoslužby. V prosinci 1941 byla synagoga a její okolí zdemolována členy NSDAP. V 50. letech se zvažovala možnost adaptace synagogy na kulturní dům, tento záměr nebyl ale pro značné finanční náklady a technickou náročnost celé akce nakonec realizován a v roce 1960 byla synagoga zbořena.
Na židovském hřbitově, který se nachází východně od náměstí, jsou umístěny cenné náhrobky barokního a klasicistního stylu. Nejstarší náhrobky pocházejí z počátku 17. století. Jedná se o deskové náhrobní kameny zapuštěné kolmo do země – stély, část z nich je završena půlkruhovými nástavci zdobenými reliéfními motivy (květy a květinové koše, rozety). Nejstarší stély na bzeneckém hřbitově jsou z pískovce, tyto se ale zachovaly jen zčásti. Z přelomu století pocházejí náhrobky ze žuly nebo mramoru. Dalším druhem náhrobku jsou tzv. tumby, sestavené zpravidla z několika kamenných desek, které připomínají svým tvarem antický sarkofág. Od poloviny 19. století se tvary židovských náhrobků přizpůsobovaly běžným typům náhrobních kamenů známých z křesťanských hřbitovů. Nápisy na náhrobcích bývaly do 19. století hebrejské, později se začaly objevovat dvojjazyčné hebrejsko-německé a po nich hebrejsko-české. Na posledním řádku se zpravidla objevuje pět písmen TNCBH, které představují náhrobní formuli Ať je jeho (její) duše zahrnuta do svazku živých. Podle židovských tradic se nesměly hroby narušovat, proto se na staré hroby vozila vrstva zeminy a zemřelí byli pohřbíváni o něco výš, nad původními hroby. V průběhu staletí se tak mohlo navršit na některých hřbitovech i více vrstev najednou s hustě nahromaděnými náhrobky.
Před židovským hřbitovem ve Bzenci byla ve druhé polovině minulého století postavena obřadní síň, opravena byla v roce 1985.

## Přírodní poměry
Jihozápadně od Bzence se nachází rozsáhlé zalesněné území Doubrava, přezdívané pro své písčité podloží Moravská Sahara (jeho součástí je národní přírodní památka Váté písky). Ve čtvrtek 24. května 2012 vznikl v této oblasti požár, který zachvátil les o rozloze 200 hektarů. Na jeho likvidaci se účastnilo 110 hasičských jednotek a pozemní i letecká technika, včetně požárního tanku.

## Obyvatelstvo

### Vývoj počtu obyvatel
Vývoj počtu obyvatel
| Rok            | 1869  | 1880  | 1890  | 1900  | 1910  | 1921  | 1930  | 1950  | 1961  | 1970  | 1980  | 1991  | 2001  | 2011  | 2021  |
| -------------- | ----- | ----- | ----- | ----- | ----- | ----- | ----- | ----- | ----- | ----- | ----- | ----- | ----- | ----- | ----- |
| Počet obyvatel | 3 874 | 3 756 | 4 225 | 4 271 | 4 468 | 4 320 | 4 562 | 4 137 | 4 291 | 4 013 | 4 079 | 4 113 | 4 200 | 4 251 | 4 294 |
| Počet domů     | 638   | 658   | 717   | 725   | 780   | 807   | 906   | 1 051 | 1 035 | 1 040 | 1 015 | 1 247 | 1 243 | 1 301 | 1 306 |

## Městská správa

### Městské symboly
Znak města je historický, vlajka byla městu udělena rozhodnutím předsedy Poslanecké sněmovny Parlamentu České republiky dne 29. května 2007.

## Významní rodáci
- Vojta Braniš (1893–1983), architekt, který odešel do Chorvatska a projektoval mnohé významné stavby v Záhřebu[12]
- Robert Tvarůžek (1870–1941), štábní kapitán šermířský, napsal několik knih o šermu, mj. spisovatel, publicista, básník, sportovec a znalec vína
- Karel Bubela mladší (1872–1943), zemský poslanec a podnikatel
- Josef Hanák (1873–1961), kněz, působil ve Bzenci v letech (1903–1961), autor několika knih vážících se k vinařství a městu Bzenec
- Bohumír Bunža (1877–1950), kněz, olomoucký vikář, děkan ve Vyškově, místostarosta tamtéž; zemřel na následky mučení při výsleších
- Ctibor Šťastný (1884–1962), grafik, učitel a jeden z prvních absolventů české měšťanské školy ve Bzenci.
- Bohumír Bunža (1908–1990), člen druhého odboje, poslanec za ČSL, po emigraci roku 1948 odsouzen v ČSR k smrti, politicky činný v exilu
- Norbert Jokl (1877–1942), profesor filologie na vídeňské univerzitě, který jako první v Evropě začal studovat albánštinu, do té doby zcela neznámý jazyk. Bývá proto nazýván otec albanistiky.[13] Jako většina bzeneckých Židů se Norbert Jokl stal obětí rasového a náboženského fanatismu za 2. světové války.
- Karolína Šimčíková (* 1944), sochařka, malířka, galeristka, učitelka malby a sochařství

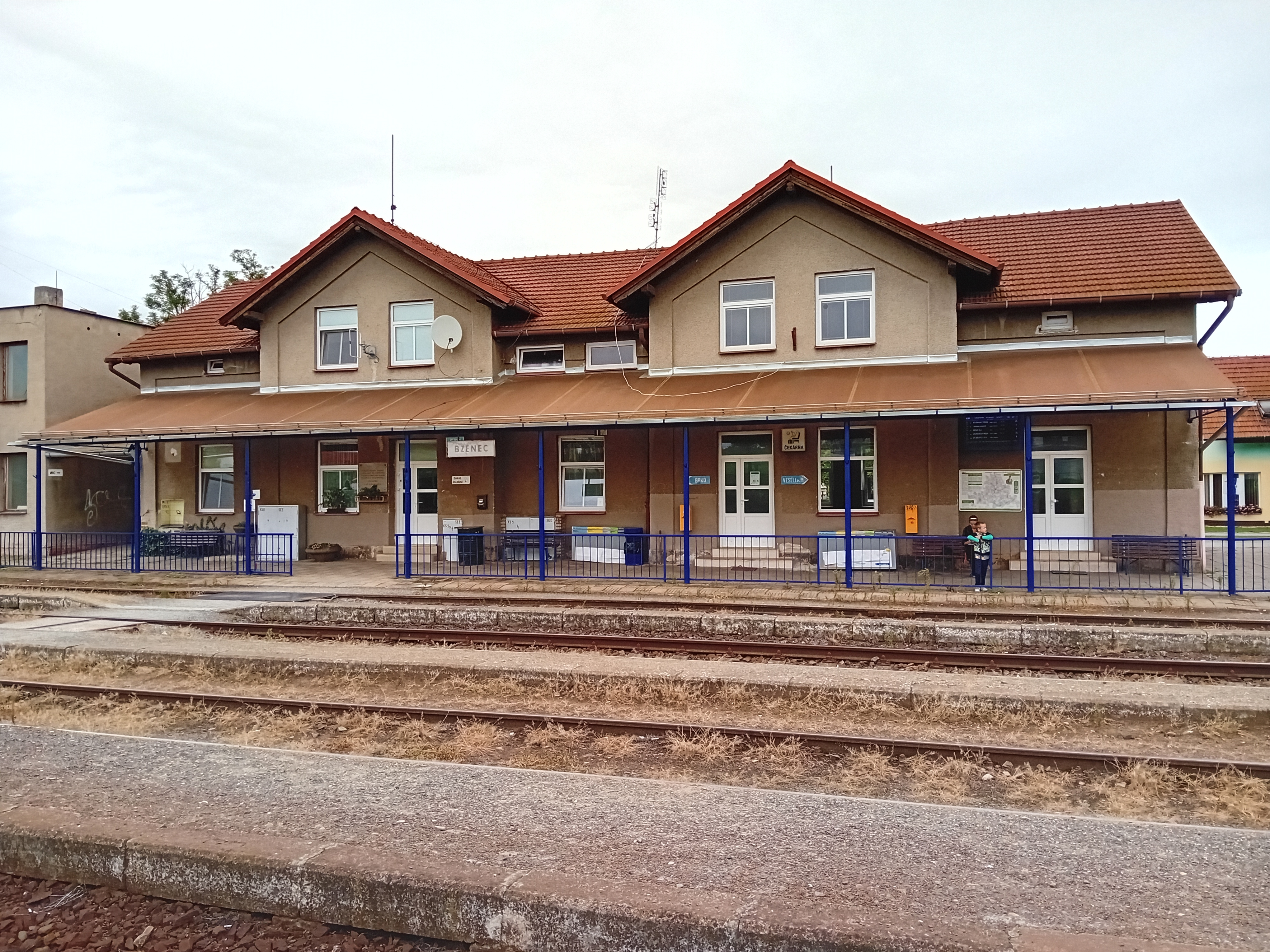
Železniční stanice

## Doprava
Městem prochází silnice I/54. Na svém okraji je město napojeno na železniční trať, tradiční Vlárskou dráhu, která vede z Brna přes Bzenec a Veselí nad Moravou do Trenčianské Teplé na Slovensku. Ve stanici Bzenec odbočuje krátká spojka do Moravského Písku, na které se nachází zastávka Bzenec-Olšovec. Na katastru města se nachází ještě stanice Bzenec přívoz, která leží na trati Přerov–Břeclav. Město obsluhují vlakové spoje linky S6 a S61 a autobusové spoje linky 665, 912 a 934, které jsou zaintegrovány v IDS JMK.

## Pamětihodnosti

### Starý hrad
Existenci bzeneckého hradu dokládá kromě názvu kopce, nacházejícího se severně od města, také celá řada písemných relací. Jeho úplné počátky jsou však zatím zahaleny rouškou tajemství. Podle kroniky biskupa z Merseburku Thietmara byl v roce 1015 dobyt a vypálen českým knížetem Oldřichem, který bojoval proti Boleslavovi Chrabrému, hrad Businc, o němž se někteří historikové domnívali, že by se mohlo jednat o Bzenec. Tato úvaha bude ale bez řádného archeologického výzkumu dané lokality spíše otázkou spekulací. První bezpečná zmínka o Bzenci a hradu je až z roku 1231, kdy byl Bzenec v držení královny Konstancie. (Existuje několik listin, které jsou sice datovány ještě před rokem 1231 a v nichž se objevují zmínky o Bzenci, tyto byly ale podrobeny textové kritice a posléze označeny za podvrhy.) Pod hradem existovalo nejpozději ve 13. století podhradí tržního charakteru, roku 1235 zde byla doložena existence farního kostela. Hrad Bzenec byl střediskem hradských úřadů, které byly dříve v Břeclavi a koncem 13. století ve Vracově. Na počátku vlády Jana Lucemburského držel bzenecký hrad Jan z Vartenberka, roku 1316 jej byl ale nucen vrátit králi. Hrad s městem odkázal v roce 1371 markrabě Jan Jindřich svému synovi Janu Soběslavovi, později měl Bzenec v držení markrabě Prokop. Od počátku 15. století byl hrad v zástavě šlechtických držitelů. Za husitských válek byl hrad dokonale zničen, snad v roce 1431, kdy probíhaly na jihovýchodní Moravě válečné operace. Roku 1435 se uvádí jako pustý a roku 1491 jako zbořeniště.
Na vrcholu kopce zůstala z hradu oválného půdorysu patrná pouze terénní vyvýšenina. Beze zbytku zmizelo nadpovrchové zdivo, které bylo v průběhu doby zřejmě čile rozebíráno našimi aktivními předky pro stavební účely. Po původním hradním areálu, orientovaném delší osou přibližně ve směru západ–východ, zůstal v terénu obdélníkový půdorys, zřejmý z leteckých snímků. Uprostřed tohoto areálu se dnes tyčí zbytky kaple sv. Floriána, která byla v roce 1945 zničena ustupující německou armádou. Ze severovýchodu obepíná lokalitu koryto vyschlého potoka, k hradnímu jádru přiléhá zbytek původního předhradí (předpokládá se, že dnešní Horní náměstí bylo dříve podhradí a jádro středověkého města). Archeologický materiál nalezený spíše náhodně na této lokalitě je vesměs datován do 14. a 15. století. Po hradu, který se dříve nacházel na vrcholu kopce nad Bzencem, dnes není tedy dochována téměř žádná stopa, jeho existenci dokládá pouze název kopce.

### Kaple sv. Floriána a Šebestiána

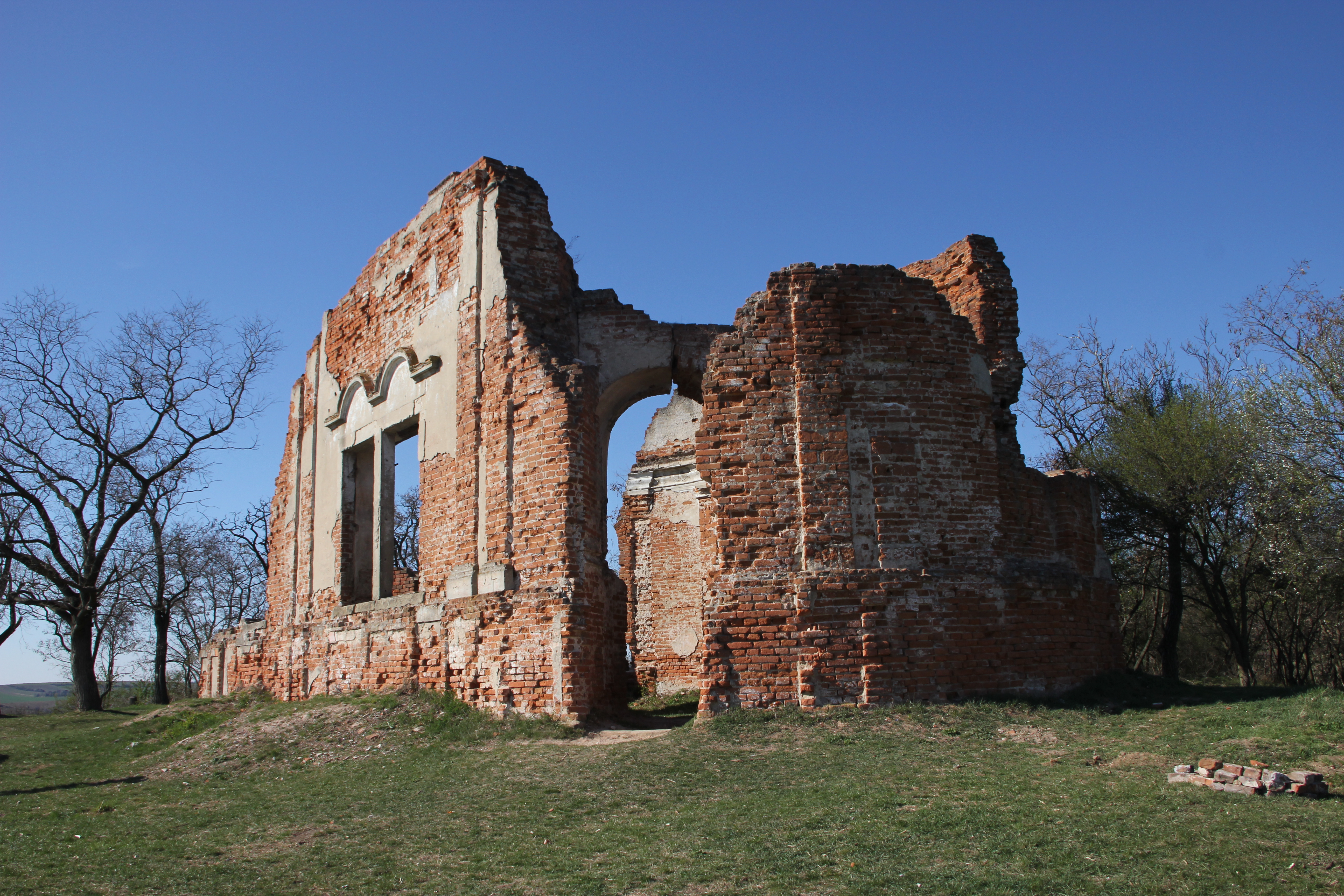
Zřícenina kaple sv. Floriána na Starém hradě nad Bzencem (2012)

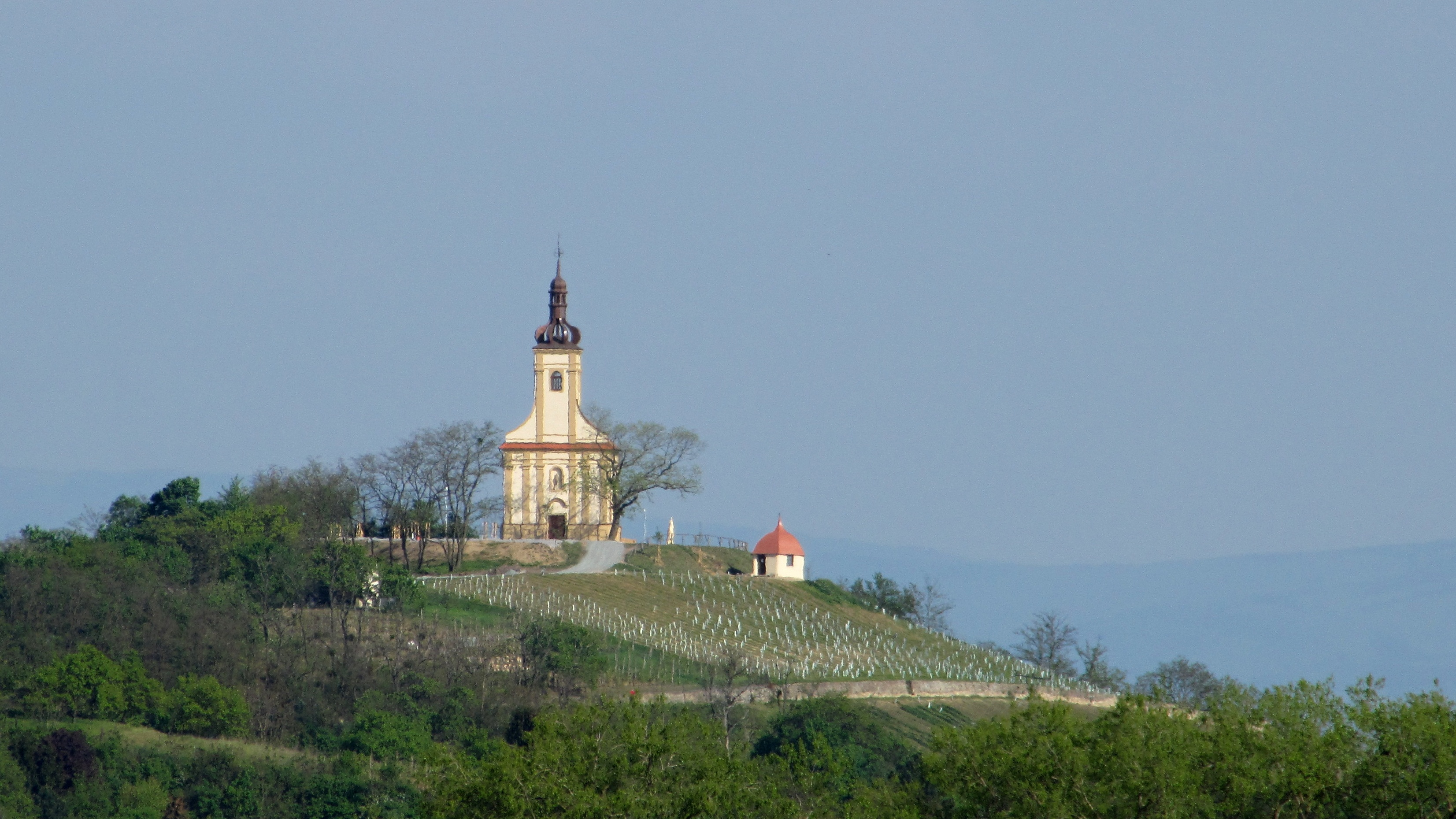
Opravená kaple sv. Floriána a Šebestiána na Starém hradě nad Bzencem (2018)

Stavba původní kaple sv. Floriána a Šebestiána na místě bývalého hradu byla zahájena v roce 1703 z podnětu hraběte Erdmana z Proskova, který byl držitelem bzeneckého panství od roku 1701. (Mimo jiné uskutečnil také rozsáhlou přestavbu zámku ve městě v letech 1709 a 1710 a podílel se i na stavbě farního kostela.) V interiéru kaple se nacházel obraz sv. Floriána od neznámého umělce, jehož bohatě zdobený rám dal zhotovit donátor, který jej také opatřil svým erbem. Pro věž kaple nechal hrabě Erdman ulít zvon s latinským nápisem. Český překlad tohoto nápisu zní: „Erdman Krištof S. Ř. Ř. hrabě z Pruskova, J. C. V. komoří, tohoto domu zakladatel. Roku 1703.“ Pod tímto byl nápis „Sv. Florián a Šebestián, patronové bzenečtí“. Interiér kaple popsal Josef Hanák následovně: „Má ovální klenbu, spočívající na široké římse, kterou jako by nesly imitované sloupy s jednoduchými hlavicemi. Jak jest až dosud patrno, byly sloupy i římsa z umělého mramoru. Kaple má čtyři pavlače s půlkruhovými okny dovnitř, dvě vzadu a dvě vpředu, na něž se vystupuje po kamenných, pěkně opracovaných schodech. Na pravé zadní pavlači byly i malé varhany. Také zevnějšek kaple působí milý dojem: Průčelí jest ladně rozčleněno imitovanými sloupy a římsami, na každé straně jsou 4 široká okna, dvě a dvě vedle sebe, nad nimiž vystupovaly půlkruhové římsy.“
Raně barokní kaple se právem stala poutavou dominantou Bzence i blízkého okolí. Bohužel se ale záhy stala terčem blesků, které několikrát zapálily a zničily věž i střechu kaple. Poprvé se tak stalo již v roce 1731. Na náklady obce byla znovu obnovena. V roce 1783 byla kaple v důsledku josefinských reforem uzavřena a bohoslužby zde byly povoleny až o 10 let později. Nechráněná kaple na návrší byla také poškozována prudkými vichřicemi, a proto se v 60. letech 19. století přistoupilo k zazdění podstatné části kaple, která byla navíc opatřena železnými okenicemi. Tímto byl ovšem její původní vzhled značně pozměněn. V roce 1915 zapálil blesk opět střechu kaple. Opravena byla v roce 1925. Tehdy byly také do věžní báně umístěny bzeneckou obcí a farním úřadem pamětní listiny. Poslední pohromu způsobila kapli ustupující německá vojska, která ji nejprve použila jako vojenskou pozorovatelnu a v dubnu 1945 ji vyhodila do vzduchu.
O obnovu kaple se zasazoval kněz Antonín Šuránek, který v roce 1968 založil v Bzenci „sdružení na obnovu sv. Floriana“. Místní národní výbor však, i v souvislosti se vpádem sovětských vojsk v srpnu 1968, nevyšel tomuto požadavku vstříc. Rozbitý kříž z kaple, který mu v roce 1971 přinesla vdova po posledním kostelníkovi, nechal Antonín Šuránek opravit a umístit v nedaleké poutní kapli sv. Antonína.
Díky velkému úsilí a finančnímu příspěvku města Bzence byla v roce 2018 po poměrně krátké stavební době dokončena úplná rekonstrukce kaple sv. Floriána a jejího okolí. Město Bzenec tím opět získalo svou odvěkou dominantu.

### Zámek

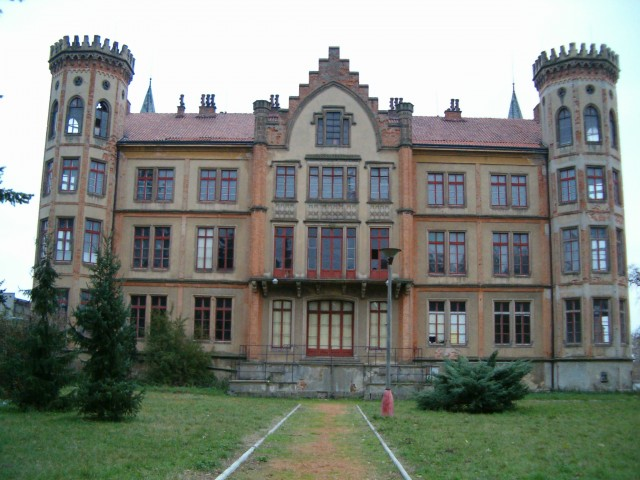
Novogotický zámek

Na místě dnešního zámku původně stála opevněná pozdně gotická tvrz s příkopem a zdí. Tato byla v průběhu 16. století postupně přebudována na renesanční zámek. Podle urbáře z roku 1604 měl zámek dva příkopy, mezi kterými byla umístěna zeď se třemi menšími baštami, vnitřní příkop byl osázen stromořadím. Do zámku se vcházelo směrem od zahrady (dnešní park). Tento zámek, nepříliš reprezentativní, byl barokně přestavěn v letech 1709–1710 podle projektu architekta Domenica Martinelliho v době, kdy byl majitelem bzeneckého panství hrabě Erdman z Pruskova. Ve Bzenci tak vznikl dvouposchoďový barokní zámek čtvercového půdorysu s věží uprostřed, portálem a sály se štukovou výzdobou, v rozích zámku se tyčily čtyři arkýře, nad hlavním vchodem z nádvoří byla umístěna věž s hodinami. Součástí zámku byl honosný park se skleníkem, ve kterém byly palmy, fíkovníky a okrasné rostliny. Před zámkem stála oranžérie se dvěma sochami Apolóna a Diany, parkem protékal potůček, který se vléval do rybníka.
Zámek byl v 90. letech 18. století opravován a obehnán příkopy. V 50. letech 19. století byl zámek zcela zbořen a na jeho místě byl v letech 1853–1855 se značnými finančními náklady postaven zámek nový ve stylu anglické gotiky. Při této přestavbě došlo rovněž k úpravě zámecké zahrady, která byla přeměněna na krajinářský park o rozloze 7,60 ha. Náročná finanční přestavba zámku vedla k zadlužení majitele bzeneckého panství Viléma, hraběte z Reichenbachu a z Lesonic, který roku 1866 spáchal sebevraždu.
Nově vystavěná volně stojící dvoutraktová budova s vysunutými věžemi má při vstupním průčelí stan s arkýři, na zahradní straně cimbuří na krakorcích. V hlavním průčelí vyniká balkónový portikus na pilířích. Fasády jsou prolomeny okny s kamenným ostěním. Nádvoří, které je obklopeno hospodářskými budovami, je při vstupu chráněno zdí s cimbuřím. Pod zámkem se nacházejí rozsáhlé sklepní prostory.
V roce 1938 získalo budovu zámku i se sklepy vinařské družstvo. V březnu 1952 došlo v půdních prostorách zámku k rozsáhlému požáru, který značně poškodil celou střechu, při opravě již nedošlo k obnově původních věžiček a původní ráz stavby tím byl částečně narušen.
V přilehlém anglickém parku je velmi stará lípa, která se nazývá Bzenecká lípa a patří mezi nejstarší stromy na Moravě, její věk se odhaduje na více než 900 let.

### Kostel sv. Jana Křtitele

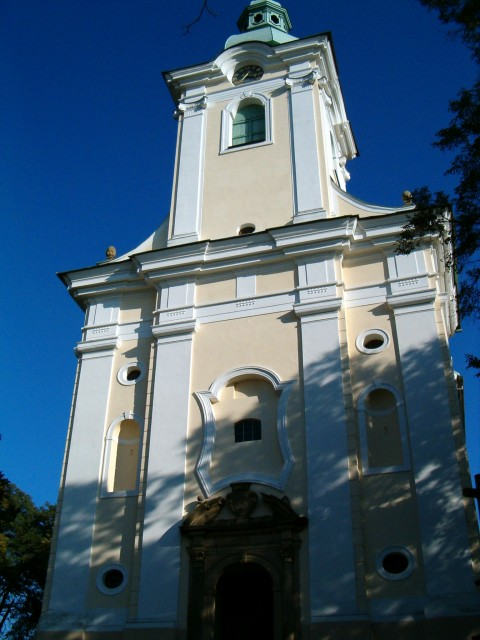
Kostel sv. Jana Křtitele z roku 1702

O existenci farní správy a kostela ve Bzenci již v první polovině 13. století lze soudit z listiny královny Konstancie z roku 1235, ve které se objevuje zmínka o bzeneckém faráři Absolonovi. Původní malý kostelík stál na místě dnešního, v roce 1615 při něm vzniklo literátské bratrstvo sv. Jana Křtitele. Nevyhovující kostelní budova byla zbourána koncem 17. století a na jejím místě byl 3. května 1696 položen základní kámen dnešního kostela. Stavba byla dokončena v roce 1702.
Vchod barokního kostela s valenou klenbou je zdoben portálem s erbem Kryštofa Pruskovského z Pruskova a jeho manželky. Jednolodní stavba, ke které přiléhá na severní straně čtyřboká sakristie, je 45 metrů dlouhá, 13 metrů široká a 12 metrů vysoká. Průčelí kostela dominovala původně vyšší věž, na kterou byl dán velký zvon z roku 1613. V roce 1768 byl objednán zvon nový. Dnešní podoba věže je z roku 1746, tehdy byla do věžní báně vložena pamětní listina. Nezměněnou součástí původního kostela zůstaly krypty, které sloužily pro členy hraběcí rodiny a duchovní. Vnitřnímu vybavení kostela dominuje hlavní oltář se sloupovým retabulem z první poloviny 18. století s obrazem křtu Krista, při sloupech jsou rozmístěny figury evangelistů Matouše a Jana, figury Lukáše a Marka jsou posazeny na konzolách nástavce, na hlavní oltář navazují dřevořezby sv. Petra a Pavla. I další vybavení kostela pochází vesměs z 18. století. U kostela stojí sloup sv. Trojice z roku 1764.
Prostor kolem kostela byl využíván do roku 1812 jako hřbitov, později byl upraven na park. V roce 1812 byl zbudován nový, současný hřbitov.

## Městské čtvrti
- Bzenec-Kolonie
- Bzenec-Přívoz
- Bzenec-střed
- Doubrava
- Novosady
- Olšovec
- Babí

## Partnerská města
- Egeln, Německo
- Mûrs-Erigné, Francie